# نابليون بونابرت يزور ضحايا الطاعون في يافا
نابليون بونابرت يزور ضحايا الطاعون في يافا (بالفرنسية: Bonaparte visitant les pestiférés de Jaffa) هي لوحة من عام 1804م كلف بها نابليون بونابرت أنطوان جان جروس  ليصور أحد أحداث الحملة المصرية. يُظهر المشهد نابليون في منظرٍ مبهر  يُفترض أنه حدث في يافا في الحادي عشر من مارس 1799م، مصورًا اللواء بونابرت حينذاك خلال زيارته لجنوده المرضى في دير القديس نيكولاس الأرمني. وكان العمل محاولة لتحسين صورة بونابرت وإخماد التقارير التي تفيد بأن نابليون قد أمر بإعطاء جرعات مميتة من الأفيون لخمسين من ضحايا الطاعون في يافا أثناء انسحابه من البعثة السورية.
تعتبر هذه اللوحة جزءًا من مجموعة اللوحات الفرنسية لمتحف اللوفر في فرنسا.
تم عرض اللوحة في الثامن عشر من سبتمبر 1804م في صالون باريس بين إعلان نابليون إمبراطورًا في الثامن عشر من مايو وتتويجه في كاتدرائية نوتردام في باريس في الثاني من ديسمبر، وأصبح دومينيك فيفانت دينون -الذي شارك في بعثة بونابرت إلى مصر وكان مديرًا لمتحف اللوفر- مستشارًا لجروس بشأن اللوحة.
| الفنان: أنطوان جان جروس السنة: 1804م المواد: زيت على قماش الأبعاد: 532 سم × 720 سم (209 بوصه × 280 بوصة) الموقع: متحف اللوفر في باريس |
| --- |

## التكوين
تستخدم هذه اللوحة عناصر تكوين من لوحة جاك لويس ديفيد (قسَم الإخوة هوراس) والتي تتواجد في متحف اللوفر أيضًا؛ ومن هذه العناصر الأقواس الثلاثة من لوحة قسم الإخوة والتي تمثل ثلاثة عوالم مختلفة (الأبناء الثلاثة يؤدون قسمهم عند القوس في اليسار والأب يلوح بالسيوف في المنتصف والنساء حزينات عند القوس الأيمن) وهو مبدأ تناولته هذه اللوحة أيضًا.
ويخطئ الناس أحيانًا في ظنهم بأن المكان المرسوم في اللوحة هو مسجد بينما هو في الواقع دير القديس نيكولاس الأرمني حيث يمكن رؤية فنائها في الخلفية، كما نرى جدران يافا في مكان أبعد داخل الخلفية مع برج متصدع يظهر أعلاه علم فرنسا الضخم مرفرفًا بعلم فرنسا الضخم، ويغشى المدينة دخان حريق أو دخان كثيف من مدفع.
ويظهر في أعلى اليسار -وتحت القوس بشكل حدوة الحصان المصري النموذجي- رجل بملابس شرقية يوزع الخبز بمساعدة خادمه حامل سلة الخبز، ويظهر وراءهما رجلان أسودان يحملان نقالة وعليها ما يبدو أنه جثة.. ينفتح القوس ذو اللونين على رواق ممتلئ بالمرضى.
يظهر نابليون على اليمين تحت العقدين وقوس مكسور بصحبة ضباطه، لامسًا دبل الإبط الذي أبرزه أحد المرضى له، ويبدو أمامه طبيب عربي يعتني بمريض آخر، في حين يجاهد رجل أعمى للوصول إلى اللواء. أما أسفل اللوحة، فيشغله رجال متمددين ومنهكين.. كما يصور ضوء اللوحة وطريقة اللعب بألوانها إيماءة بونابرت في أفضل إضاءة ممكنة.

## تحليل المشهد
استولى الجيش الفرنسي على يافا ونهبها تحت قيادة بونابرت في السابع من مارس عام 1799م، وسريعًا ما تبع ذلك انتشار الطاعون الدبلي والذي اكتشف في يناير عام 1799م حيث دمر الجيش. ومن ثم زار بونابرت في الحادي عشر من مارس جنوده المرضى ولمسهم و-كان ذلك يعتبر إمّا عملًا مذهلًا أو انتحاريًا- بناءً على نظرة المرء عن الأسطورة النابليونية أو عن أهوال عصر الطاعون.
وطلب لجيش النابليوني المساعدة من كهنة الصومعة الأرمنية فقدموا لهم العلاج الذي ساعد على شفاء بعض الجنود، وشكر نابليون الشيخ الأرمني شخصيًا وأهداه خيمته وسيفه.
ويعاني الرجل المريض ذو ضمادة العيون على اليمين من العمى وكذلك الطاعون، كما عانى العديد من الفرنسيين من مشاكل خطيرة في العين منذ وصول الجيش إلى مصر في يوليوعام 1798م بسبب الرمال والغبار وضوء الشمس الشديد.
في عام 1804م، لم يكن هناك شك في وصف هذاعلى أنه عمل جريء من بونابرت، ولكن الضابط خلف بونابرت كان يحاول إيقافه عن لمس الدبل؛ كانت وسائل انتقال الطاعون غير معروفة في بداية القرن التاسع عشر، ولم يُعرف دور البراغيث في انتقال العدوى إلى أن وجد بول لويس سيموند دلائل على ذلك في عام 1898م، لم يكن لمس الدبل بيد عارية خطيرًا فعلًا بما أن جميع الموجودين في المشهد (كما نعرف الآن) معرضون لنفس نسبة خطر انتقال المرض عن طريق البراغيث. ولا يعتبر فعل الضابط على اليسار بتغطية فمه وأنفه فعلًا غير مبرر، ولكن مع ذلك؛ يمكن أن تتطور بعض حالات الطاعون الدبلي إلى طاعون رئوي وبنسبة عالية للغاية لنقل العدوى من الغبار الجوي المنبعث من سعال المرضى.
لم تتغير الجهود الطبية -والتي يمكن أن نراها أبعد إلى اليمين قليلًا في اللوحة - لمحاولة إيقاف الطاعون منذ العصور الوسطى؛ حيث يشق طبيب كبير في السن الدبل ليتدفق ما بداخله من صديد.. وهذه الطريقة في الواقع غير مجدية لمعالجة المرض بل إنها قد تضعف المريض أكثر. قام الطبيب بإجراء عملية على دبلٍ تحت ذراع مريضه المرفوعة حيث يحمل له ضاغطًا للدم ويمسح نصله ليستعد لشق دبل آخر، ويدعم مساعد الطبيب المريض خلال العملية. إن الأجسام مريضة وضعيفة، ويبدو البطل أقل نبلًا لوجود أناس عاديون حوله. تم ترك المثالية والكلاسيكية في هذه اللوحة حتى يظهر أسلوب رومانسي محدد فيها، فهذه معناه بشكل لوحة وذلك يعتبر حداثة؛ لأنه لم يرسم سابقًا إلا موت الأشخاص النبلاء.
في الثالث والعشرين من أبريل عام 1799م وخلال حصار عكا أقترح بونابرت على ديسجينيتس -وهو كبير أطباء للبعثة- أنه يجب أن يعطي المرضى جرعات مميتة من الأفيون، باعتبار ذلك قتل رحمة.. لكن ديسجينيتس رفض. وفي السابع والعشرين من مايو في نفس السنة قام نابليون بزيارة ثانية لضحايا الطاعون.
في سياق أسلوب تروبادور وخاصةً في اللحظة التي كان يتوج نابليون فيها إمبراطورا أثارت هذه الحادثة تقليد اللمسة الملكية الثوماتيرجيكالية التي قام بها الملوك الفرنسيين مع مرضى داء الخنازير (سكروفولا).

## رقم "32" الغامض
فيما يتعلق بتفسير اللوحة، فقد أثار الرقم 32 على قبعة أحد المرضى التساؤل حول مغزاه منذ الأزل؛ وبما أن الفنان جروس كان بعمر 32 في وقت تكوينه للوحة فربما كان السجين العاري الخجول يمثل تصويرًا شخصيًا مخبأً لذاته.
وبالمقابل يمكن أن يكون انعكاسا لحشد الجنود (كانت وحدة اللواء الثانية والثلاثون واحدة من الوحدات الفرنسية الملتزمة بالحملة المصرية).
| فيديو خارجي: |
| ------------ |

## الهوامش
- نابليون بونابرت يزور ضحايا الطاعون في يافا، لوحة فرنسية في متحف اللوفر.
- زافران، إريك. ريسينديز، سيدني (1998م)، لوحات فرنسية في متحف الفنون الجميلة، بوسطن: فنانون ولدوا قبل عام 1790م، بوسطن: متحف الفنون الجميلة في بوسطن، صفحة 189، ردمك 0878464611.
-  "Почему Наполеон просил помощи у армянского патриарха в Яффо?". Armeniasputnik.am (بالروسية). 24 يونيو 2017م. تم استرجاعه في 18 أغسطس 2017.
- «لوحة جروس (نابليون بونابرت يزور ضحايا الطاعون في يافا)» من Smarthistory في أكاديمية خان، تم استرجاعه في 6 مارس 2013

## روابط خارجية
- دراسة ألمانية لوباء الطاعون خلال الحملة.